# Pseudonannolene centralis
Pseudonannolene centralis är en mångfotingart som beskrevs av Filippo Silvestri 1902. Pseudonannolene centralis ingår i släktet Pseudonannolene och familjen Pseudonannolenidae. Inga underarter finns listade i Catalogue of Life.